# 章陵郡
章陵郡，中国东汉末年的郡。
东汉末年在南阳郡章陵县置章陵郡，治所在章陵县（今湖北省枣阳市南）。汉末与长沙郡、零陵郡、桂阳郡、南阳郡、江夏郡、武陵郡、南郡，并称荆州八郡。蒯越和黄祖的儿子黄射担任过章陵太守。曹操取得荆州后拜趙儼為章陵太守。
東漢末領領章陵、隨、平氏、復陽、襄鄉、平春6縣。曹魏時襄鄉縣不可考，章陵縣改名安昌縣（221年），增置平林（漢末魏初置）、義陽（222年置）2縣。黃初三年（222年）曹魏封宗室曹據為章陵王，後改為義陽王，章陵郡改為義陽國。